# Josef Jäger (Politiker, 1807)
Josef Jäger (* 14. März 1807 in Wolkersdorf, heute Wolfsberg; † 13. Januar 1860 in Kragelsdorf) war ein österreichischer Landwirt und Politiker.

## Leben
Jäger war der Sohn des Landwirts Johann Jäger (* 1781) und dessen Ehefrau Magdalena geborene Hauser (* 1783). Er war römisch-katholischer Konfession und heiratete am 28. November 1826 Maria Umschaden (* 26. Januar 1805; † 24. Juni 1867). Aus der Ehe gingen fünf Töchter und vier Söhne hervor.
Er lebte als Landwirt vulgo May(e)r in Kragelsdorf (Haus Nr. 5). Vom 17. Juli 1848 bis zum 4. März 1849 war er Abgeordneter im Provisorischen Kärntner Landtag. 